# GETUP! GETLIVE!
『GETUP! GETLIVE!』（ゲラゲラ）は、毎日放送によるメディアミックスプロジェクト。
『ハイキュー!!』『機動戦士ガンダムSEED』『進撃の巨人』などのアニメ作品や、『オールザッツ漫才』『漫才アワード』『歌ネタ王決定戦』などの賞レースバラエティー番組を放送した毎日放送によるプロジェクトで、「声優×二次元芸人」をテーマに、声優が芸人の役を演じる。リーディングライブを中心に展開。

## 沿革
2019年3月に、「スターダスト」「菊一文字」の2組でプロジェクトがスタート。同年5月に1stライブが開催されることも発表された。
2019年4月に、3組目となる「6-シックス-」の参加を発表。
2019年11月にはドラマCDが発売。11月には、追加キャラとして「唐木田七緒」が登場することおよび2020年2月に2ndライブが開催されることが発表。12月にはラジオも開始された。
2020年2月に、2ndライブにて新コンビ「はやしま」が発表された。
2020年7月よりテレビアニメが放送。また、8月からは漫画の連載が開始される。

## 登場人物
お笑い養成所「SSS（スーパースタースクール）」所属。

### スターダスト
上原 淳也（うえはら じゅんや）
声 - 花江夏樹
身長:178cm、体重:59kg、誕生日:9月28日、年齢:18歳、星座:天秤座、血液型:O型、出身地:神奈川県、趣味:フットサル、ストリートバスケ、スポーツ全般、好きな音楽:ジャズ、ファンク。
東沢 楓（ひがしざわ かえで）
声 - 西山宏太朗
身長:171cm、体重:53kg、誕生日:2月16日、年齢:18歳、星座:みずがめ座、血液型:A型、出身地:神奈川県、趣味:嫌な事日記をつける、好きな音楽:HIP-HOP。

### 菊一文字
町田 瀬那（まちだ せな）
声 - 豊永利行
身長:173cm、体重:57kg、誕生日:8月24日、年齢:20歳、星座:乙女座、血液型:A型、出身地:東京都、趣味:ピアノ、好きな音楽:クラシック。
大野 虎之助（おおの とらのすけ）
声 - 石川界人
身長:181cm、体重:64kg、誕生日:4月7日、年齢:20歳、星座:牡羊座、血液型:B型、出身地:大阪府、趣味:野球、好きな音楽:演歌、昭和歌謡。

### 6-シックス-
喜多見 蓮（きたみ れん）
声 - 阿座上洋平
身長:182cm、体重:59kg、誕生日:7月4日、年齢:19歳、星座:かに座、血液型:A型、出身地:千葉県、趣味:将棋、好きな音楽:スカパンク。
狛江 一馬（こまえ かずま）
声 - 熊谷健太郎
身長:179cm、体重:58kg、誕生日:6月8日、年齢:19歳、星座:ふたご座、血液型:O型、出身地:埼玉県、趣味:ボウリング、ダーツ、ビリヤード、好きな音楽:J-POP、アイドルソング。

### はやしま
早島 雷（はやしま あずま）
声 - 天﨑滉平
身長:174cm、年齢:20歳、誕生日:5月23日、星座:ふたご座、血液型:AB型、出身地:大阪府、趣味:野球観戦、好きな音楽:デスメタル。
早島 央（はやしま なかば）
声 - 梶原岳人
身長:177cm、年齢:22歳、誕生日:5月16日、星座:おうし座、血液型:O型、出身地:大阪府、趣味:観葉植物栽培、好きな音楽:レゲエ。

### その他
唐木田 七緒（からきだ ななお）
声 - 小西克幸
放送作家。身長:174cm、年齢:35歳。
相模家 善行（さがみや ぜんぎょう）
声 - 速水奨
上方落語界の重鎮。

## ライブ
| 日程           | タイトル                         | 会場                            | 出演者                                                                                       | 備考                                                                      |
| -------------- | -------------------------------- | ------------------------------- | -------------------------------------------------------------------------------------------- | ------------------------------------------------------------------------- |
| 2019年5月18日  | 「GETUP! GETLIVE! 」1st LIVE     | 日本教育会館 一ツ橋ホール       | 花江夏樹、西山宏太朗、豊永利行、石川界人、阿座上洋平、熊谷健太郎 服部潤（特別出演）          |                                                                           |
| 2020年2月2日   | 「GETUP! GETLIVE! 」2nd LIVE!!   | 大阪・エル・シアター            | 花江夏樹、西山宏太朗、豊永利行、石川界人、阿座上洋平、熊谷健太郎、小西克幸                   |                                                                           |
| 2020年2月9日   | 「GETUP! GETLIVE! 」2nd LIVE!!   | 東京・日本教育会館 一ツ橋ホール | 花江夏樹、西山宏太朗、豊永利行、石川界人、阿座上洋平、熊谷健太郎、小西克幸                   |                                                                           |
| 2020年9月27日  | 「GETUP! GETLIVE! 」3rd LIVE!!!  | 東京・練馬文化センター大ホール  | 花江夏樹、西山宏太朗、豊永利行、石川界人、阿座上洋平、熊谷健太郎、天﨑滉平、梶原岳人         | 新型コロナウイルス感染拡大防止のため10月4日の大阪公演は開催中止となった。 |
| 2020年10月4日  | 「GETUP! GETLIVE! 」3rd LIVE!!!  | 大阪・メルパルク大阪            | 花江夏樹、西山宏太朗、豊永利行、石川界人、阿座上洋平、熊谷健太郎、天﨑滉平、梶原岳人         | 新型コロナウイルス感染拡大防止のため10月4日の大阪公演は開催中止となった。 |
| 2021年11月14日 | 「GETUP! GETLIVE! 」4th LIVE!!!! | 中野サンプラザホール            | 花江夏樹、西山宏太朗、阿座上洋平、熊谷健太郎、天﨑滉平、梶原岳人、豊永利行、石川界人、速水奨 |                                                                           |

### 映像作品
| タイトル                    | 収録ライブ                       | リリース日                    | 規格品番                                | 備考 |
| --------------------------- | -------------------------------- | ----------------------------- | --------------------------------------- | --- |
| 「GETUP! GETLIVE!」2nd LIVE | 「GETUP! GETLIVE! 」2nd LIVE!!   | 2020年7月31日（Blu-ray Disc） | MOVC-0332（通常版）                     | 収録内容は本編＋特典映像。 |
| 「GETUP! GETLIVE!」3rd LIVE | 「GETUP! GETLIVE! 」3rd LIVE!!!  | 2021年4月23日（Blu-ray Disc） | MOVC-0357（通常版） MOVC-0368（豪華版） | 2020年9月27日東京公演収録。収録内容は本編＋昼の部ネタパート、特典映像（バックステージ）。 豪華版には3rd LIVE振り返り配信特番「今回、僕らどうでした？」を完全収録、また特典用に再構成した複製台本と特製三方背ケース付き。                                                       |
| 「GETUP! GETLIVE!」4th LIVE | 「GETUP! GETLIVE! 」4th LIVE!!!! | 2022年5月20日（Blu-ray Disc） | MOVC-0381（通常版） MOVC-0380（豪華版） | 2021年11月14日公演収録。収録内容は本編＋昼の部ネタパート、特典映像（バックステージ）。 豪華版は12月4日に配信された「菊一文字真打のヤングタウンEX」生配信SPを特典映像として収録。本編＆ネタの複製台本とキャラクターデザイン由良氏描き下ろしイラスト使用の特製三方背ケース付き。 |

## メディアミックス

### ドラマCD
『GETUP! GETLIVE! Steam Rising』のタイトルで2019年11月6日にランティスより発売された。脚本は渡航、王雀孫。ドラマパートのほか、テーマソング「GETUP! GETLIVE!」（作詞・作曲 - 前山田健一、編曲 - 板垣祐介）も収録。

ドラマCD第二弾となる『GETUP! GETLIVE! For seasoning』が2021年9月15日に発売。

### 小説
2020年2月12日に文藝春秋より発売。作者は渡航。1stライブの内容のノベライズとなる。

### ラジオ
『6-シックス-のゲラゲラジオ』のタイトルで、音泉にて2019年12月16日より隔週月曜に配信。パーソナリティは阿座上洋平（喜多見蓮 役）と熊谷健太郎（狛江一馬 役）。

### 漫画
『ゼロサムオンライン』『月刊コミックZERO-SUM』（ともに一迅社）にて連載された。作画はうごんば。
『ゼロサムオンライン』版では1stライブのドラマをベースとしたストーリーで、2020年9月4日より2021年5月7日まで連載。
『月刊コミックZERO-SUM』版では各キャラを掘り下げたサブストーリーを展開。2020年10月号（8月28日発売）より2021年6月号（2021年4月28日）まで連載。

### テレビアニメ
『GETUP! GETLIVE! #げらげら』のタイトルで、2020年7月から9月まで毎日放送・TBS系列の土曜未明（金曜深夜）枠『スーパーアニメイズム』の末尾にて1時50分ごろに放送された。
ネタ番組に出演するため1分間のコントを行うという設定の短編アニメであり、「スターダスト」「菊一文字」「6-シックス-」の3組がSDキャラで登場する。

#### スタッフ
- 企画・ネタ - 天津向
- 監督 - エイティーエイト
- ストーリー - 渡航
- シリーズ構成 - 伊福部崇
- キャラクター原案 - 由良
- 劇伴 - TAKA
- 音響監督 - 中谷希美
- プロデューサー - 前田俊博、麻生一宏、福島一恵
- アニメーションプロデューサー - 鹿志村聡
- アニメーション制作 - スペルバウンド

#### 各話リスト
| 話数   | サブタイトル     | 出演者       | 初放送日       |
| ------ | ---------------- | ------------ | -------------- |
| 第1話  | 娘さんをください | スターダスト | 2020年 7月11日 |
| 第2話  | 昔の遊び         | 菊一文字     | 7月18日        |
| 第3話  | 学級会           | 6-シックス-  | 7月25日        |
| 第4話  | 使える英語       | 菊一文字     | 8月1日         |
| 第5話  | 鈍感             | 6-シックス-  | 8月8日         |
| 第6話  | レストラン       | スターダスト | 8月15日        |
| 第7話  | 昔話             | 6-シックス-  | 8月22日        |
| 第8話  | 病院             | スターダスト | 8月29日        |
| 第9話  | 居酒屋のメニュー | 菊一文字     | 9月5日         |
| 第10話 | サプライズ       | 6-シックス-  | 9月12日        |

#### 主題歌
「GETUP! GETLIVE!」
エンディングテーマ。ドラマCDに収録されたテーマソングを使用。